# مانولو دیاز
مانولو دیاز (انگلیسی: Manolo Díaz؛ زادهٔ ۳۰ اوت ۱۹۶۸) بازیکن فوتبال اهل اسپانیا است.
از باشگاه‌هایی که در آن بازی کرده‌است می‌توان به باشگاه فوتبال ختافه اشاره کرد.